# Olympic Committee of Israel
Das Olympic Committee of Israel ist das Nationale Olympische Komitee von Israel.

## Geschichte
Im Jahr 1933 wurde das Nationale Olympische Komitee Palästinas offiziell gegründet und im Mai 1934 vom Internationalen Olympischen Komitee anerkannt, obwohl es nie an Wettkämpfen teilnahm. Obwohl dieses Komitee Juden, Christen und Muslime repräsentierte, die im obligatorischen Palästina lebten, hieß es in seinen Regeln, dass es „das Jüdische Nationale Heim repräsentierte“. Es wurde jedoch ausschließlich von der Makkabi-Sportorganisation kontrolliert und beaufsichtigte nur Vereine, die mit Makkabi verbunden waren, während weder rivalisierende jüdische Sportorganisationen wie Hapoel noch nicht-jüdische Sportorganisationen teilnahmen.
Obwohl Eretz Israel formell zur Teilnahme an den Olympischen Spielen 1936 in Berlin eingeladen wurde, lehnte es die Einladung zur Teilnahme an den Spielen in NS-Deutschland ab. Im Jahr 1948, kurz nach der Gründung des Staates Israel, wurde sein Antrag auf Teilnahme an den Olympischen Spielen 1948 abgelehnt, da das neu gegründete Land noch nicht vom IOC anerkannt war.